# Royal Air Force
Royal Air Force (pol. Królewskie Siły Powietrzne), RAF – siły powietrzne Wielkiej Brytanii utworzone 1 kwietnia 1918 roku na skutek połączenia Royal Naval Air Service i Royal Flying Corps jako pierwsze siły powietrzne na świecie, działające jako niezależny rodzaj sił zbrojnych. Royal Air Force brały udział zarówno w pierwszej, jak i w drugiej wojnie światowej, odegrały znaczącą rolę m.in. podczas bitwy o Anglię.

## Historia

### Utworzenie
Królewskie Siły Powietrzne powstały 1 kwietnia 1918 (podczas I wojny światowej) z połączenia Royal Flying Corps i Royal Naval Air Service, stając się tym samym pierwszymi na świecie siłami powietrznymi niezależnymi od dowództwa lądowego lub marynarki wojennej. W chwili powstania były najliczniejszymi siłami powietrznymi świata, liczącymi 230 000 personelu i 23 000 samolotów. W okresie międzywojennym RAF brało udział w tłumieniu powstań w Somalilandzie i w Adenie. W 1928 roku samoloty RAF wzięły udział w ewakuacji cywilów w Afganistanie.
W 1936 roku doszło do reorganizacji RAF, powstały: dowództwo myśliwskie (RAF Fighter Command), dowództwo bombowe (RAF Bomber Command) i dowództwo obrony wybrzeża (RAF Coastal Command). W okresie międzywojennym Royal Air Force przyjęło doktrynę strategicznego bombardowania.

### II wojna światowa
Na początku II wojny światowej Królewskie Siły Powietrzne liczyły ponad 1900 samolotów i 193 tys. personelu. Podczas tego konfliktu zbrojnego Królewskie Siły Powietrzne brały udział w realizacji zatwierdzonego w grudniu 1939 roku Planu Szkolenia Lotniczego Wspólnoty Brytyjskiej, w związku z którym szkoleni byli zarówno obywatele państw Wspólnoty Brytyjskiej, jak i m.in. mieszkańcy okupowanej przez III Rzeszę Europy i Stanów Zjednoczonych. Łącznie szkolenie ukończyły 131 553 osoby, spośród których 42 110 dołączyło do RAF.
W trakcie bitwy o Anglię piloci RAF, uzyskując przewagę w powietrzu nad Luftwaffe, uniemożliwili wykonanie operacji Lew Morski. 20 sierpnia 1940 premier Wielkiej Brytanii Winston Churchill skomentował w Izbie Gmin odpieranie nalotów Luftwaffe przez pilotów RAF w bitwie o Anglię słowami „Jeszcze nigdy tak wielu nie zawdzięczało tak wiele tak nielicznym”. Podobnie na Malcie RAF uratowały tę ważną strategicznie wyspę przed zajęciem przez oddziały włoskie.
Samoloty RAF brały udział w bombardowaniu III Rzeszy (w tym m.in. w bombardowaniach Drezna i Hamburga), a także w ochronie konwojów przez zwalczanie okrętów podwodnych i obrony wybrzeża.

### Zimna wojna
Po zakończeniu II wojny światowej Królewskie Siły Powietrzne przeszły reorganizację. RAF wniosły istotny wkład w moście powietrznym podczas radzieckiej blokady Berlina na przełomie 1948 i 1949 roku (dostarczając 394 509 ton zaopatrzenia w 65 857 lotach). W latach 1945–1993 na terytorium Niemiec stacjonowały Królewskie Siły Powietrzne w ramach Royal Air Force Germany. Samoloty RAF brały udział w wojnie koreańskiej, wojnie wietnamskiej, kryzysie sueskim, operacjach przeciwpartyzanckich na Malajach, wojnie falklandzkiej i w wojnie w Zatoce Perskiej.

### Lata 1990 - obecnie
W latach 1990-1991 zakupiono o sztuk samolotów wczesnego wykrywania Boeing E-3D, z planowanym czasem eksploatacji do 2035 roku.
Szkolenie pilotów RAF odbywa się na samolotach tłokowych Grob G115E/EA, które zastąpiły samoloty Aviation Bulldog T1. W kolejnym etapie piloci uczyli się na turbośmigłowych samolotach Embrarer Tucano T1, które zostały wycofane w 2019 roku i zastąpione przez samoloty Texan. Zaawansowany poziom pilotażu bojowego przeprowadzany jest na samolotach BAE Hawk T1 zastąpione wersję T2. 
Piloci i załogi samolotów wielosilnikowych szkoleni są na samolotach Beechcraft King Air B200. Dla szkolenia początkowego pilotów śmigłowców używane są śmigłowce Squirrel HT1, które zastąpiły Eurocopter AS350BB, aby później używać śmigłowców Griffin HT1, które wycofano w 2023 roku. Flota szybowców Viking T1 służy do szkoleń pilotażu wstępnego wraz z motoszybowcami Vigilant T1, gdzie te drugie zostały wycofane w 2019 roku.
W 2008 roku zakupiono samoloty transportowo-tankujące Airbus A330 MRTT w liczbie 14 sztuk, które dostarczono do lipca 2016 roku. Zastąpiły one samoloty Vickers VC10 oraz Lockheed TriStar. 
W 2011 roku najliczniejszym i jedynym myśliwcem używanym na służbie był Eurofighter Typhoon. Początkowe plany zakładały zakup 232 sztuk, redukując zamówienie do poziomu 160 sztuk i sprzedając część do Arabii Saudyjskiej. Dzięki programom wymiany radarów na Captor-E oraz nadania możliwości ataków na cele naziemne planowany czas końca służby przedłużono do 2040 z 2030 roku.
Samoloty Panavia Tornado GR4, które stanowiły uzupełnienie dla myśliwców zakończyły służbę w 2019 roku po ponad 30 latach. Po rozwiązaniu pierwszego dywizjonu samoloty zostały porozdzielane pomiędzy pozostałe trzy lub przeznaczono do stanów magazynowych. Samoloty zostały zastąpione przez samoloty F-35 Lightning II, które zostały zostały zamówione w liczbie 48 sztuk. Pierwszy z nich został dostarczony 29 czerwca 2016 roku.
W 2015 roku ogłoszono zamiar zakupu 138 samolotów F-35 w celu dozbrojenia Marynarki Wojennej oraz Sił Powietrznych. Ówczesny minister obrony narodowej Earl Howe wydał oświadczenie o zakupie 48 sztukach w wersji F-35B oraz ewentualny zakup większej ilości w zależności od sytuacji.  
Do zadań transportu używane są na poziomie taktycznym 20 średnich samolotów C-130J Hercules i 16 ciężkich A440M Atlas C1. Poziom strategiczny realizuje osiem C-17A Globemaster III. Airbus A440 po początkowej deklaracji zakupu 25 sztuk, zmniejszono zamówienie do 22. Pierwszą maszynę przyjęto w listopadzie 2014 roku. Transportowce te realizują transport ludzi i ładunków, desantowania skoczków spadochronowych oraz ewakuacji medycznej. Ciężkie transportowce C-17A Globemaster III zakupione zostały przez potrzebę transportu dużych i ciężkich ładunków, które wynikły przez misje w Afganistanie i Iraku. Początkowo wynajęto cztery sztuki, które odkupiono i domówiono następny, aby w grudniu 2007 roku rozszerzyć zamówienie o jedną sztukę i w 2008 o kolejne dwa. Wszystkie samoloty dostarczono do 2012 roku.
Do przewozu ważnych osób były używane samoloty BAe 146 CC2, które wycofano w 2002 roku ze względu na koszta. Dla krótkich tras wykorzystuje się śmigłowiec AW109SP Grand New (Nr rejestracyjny G-ZIOO i numer ewidencyjny RAF GZ100), który dostarczono w listopadzie 2015 roku. 
Samoloty Hercules w wersji C5 do 2022 zostały zastąpione przez Airbusy, a pozostałe w wersji C4 planowanie mały pozostać do 2030 lub 2035 roku. Ostatecznie wycofano je znacznie wcześniej bo już w 2023. 

## Struktura organizacyjna
Naczelnym dowódcą Królewskich Sił Powietrznych jest Szef Sztabu Lotnictwa, jego przełożonym jest Szef Sztabu Obrony, zasiadający w Radzie Obrony. Dowództwo RAF znajduje się w High Wycombe. W ramach RAF wyróżnia się 5 grup, odpowiedzialnych m.in. za logistykę, operacje na pierwszej linii frontu, szkolenie pilotów. Częściami grup są skrzydła, jedno skrzydło składa się z około 3 eskadr lub wyspecjalizowanych jednostek. RAF posiada łącznie 37 baz wojskowych na terytoriach Zjednoczonego Królestwa, Gibraltaru, Cypru, Falklandów, Wyspy Wniebowstąpienia.

## Wyposażenie
| Samolot                           | Zdjęcie  | Producent                                     | Typ                            | Wersja            | Liczba   | Uwagi                                                  |
| Samoloty                          | Samoloty | Samoloty                                      | Samoloty                       | Samoloty          | Samoloty | Samoloty                                               |
| --------------------------------- | -------- | --------------------------------------------- | ------------------------------ | ----------------- | -------- | ------------------------------------------------------ |
| Lockheed Martin F-35 Lightning II |          | Stany Zjednoczone                             | Myśliwiec wielozadaniowy       | F-35B FGR1        | 41       | Zamówiono 48, jeden utracono. Trzy do szkolenia w USA. |
| Eurofighter Typhoon               |          | Niemcy · Wielka Brytania · Włochy · Hiszpania | Myśliwiec wielozadaniowy       | F2 FGR4 T3        | 137      | Dostarczono 160, 1 utracono, 52 T1 wycofywane.         |
| Boeing RC-135W Airseeker          |          | Stany Zjednoczone                             | SIGINT                         | R1                | 3        |                                                        |
| Boeing Poseidon                   |          | Stany Zjednoczone                             | Patrolowiec morski             | MRA1              | 9        |                                                        |
| Beechcraft Shadow                 |          | Stany Zjednoczone                             | Rozpoznanie (ISTAR)            | R1                | 8        |                                                        |
| Diamond DA42 Twin Star            |          | Austria                                       | Rozpoznanie (ISTAR)            |                   | 3        |                                                        |
| BAe 125                           |          | Wielka Brytania                               | Transport VIP                  | CC3               | 5        |                                                        |
| Dassault Envoy IV                 |          | Francja                                       | Transport VIP                  | CC1               | 2        |                                                        |
| Airbus Atlas                      |          | Hiszpania                                     | Taktyczny transportowiec       | C1                | 22       |                                                        |
| Boeing Globemaster                |          | Stany Zjednoczone                             | Strategiczny transportowiec    | C-17ER            | 8        |                                                        |
| Airbus Voyager                    |          | Hiszpania                                     | Latająca cysterna/transportowy | KC2 KC3           | 9 5      |                                                        |
| BAE Hawk                          |          | Wielka Brytania                               | Szkolenie zaawansowane         | T1T2              | 6728     |                                                        |
| Beechcraft Texan                  |          | Stany Zjednoczone                             | Szkolenie podstawowe           | T1                | 14       |                                                        |
| Beechcraft King Air B200          |          | Stany Zjednoczone                             | Szkolny                        | B200 200 GT       | 5 2      | Przeszkolenie na maszyny wielosilnikowe.               |
| Grob Prefect                      |          | Niemcy                                        | Szkolny                        | T1                | 23       | G-120TP                                                |
| Grob Tutor                        |          | Niemcy                                        | Szkolny                        | T1                | 91       |                                                        |
| Grob Viking                       |          | Niemcy                                        | Szybowiec szkolny              | T1                | 81       |                                                        |
| Śmigłowce                         |          |                                               |                                |                   |          |                                                        |
| Boeing Chinook                    |          | Stany Zjednoczone                             | Ciężki śmigłowiec transportowy | HC2 HC2AHC3HC4HC6 | 31876    | Zamówiono 14 HC6.                                      |
| Westland Puma                     |          | Wielka Brytania                               | Średni śmigłowiec transportowy | HC2               | 20       |                                                        |
| AgustaWestland Merlin             |          | Wielka Brytania                               | Średni śmigłowiec transportowy | HC3HC3A           | 216      | 25 zmodernizowanych trafi do Royal Navy.               |
| Agusta A109E                      |          | Włochy                                        | SzkolnyTransport VIP           |                   | 43       |                                                        |
| Westland Sea King                 |          | Wielka Brytania                               | Search and Rescue              | HAR3HAR3A         | 20       |                                                        |
| Eurocopter Squirrel               |          | Francja                                       | Śmigłowiec szkolny             | HT1               | 38       |                                                        |
| BSL                               |          |                                               |                                |                   |          |                                                        |
| MQ-9 Reaper                       |          | Stany Zjednoczone                             | Bezzałogowy aparat latający    |                   | 9        |                                                        |
|                                   |          |                                               |                                | Suma              | 698      |                                                        |

## Stopnie wojskowe
Źródło: International Encyclopedia of Uniform Insignia

### Oficerowie
| Kod NATO                       | OF-10             | OF-9          | OF-8             | OF-7            | OF-6          | OF-5           | OF-4            | OF-3              | OF-2           | OF-1          | OF-1 |
| ------------------------------ | ----------------- | ------------- | ---------------- | --------------- | ------------- | -------------- | --------------- | ----------------- | -------------- | ------------- | ---- |
| Wielka Brytania                |                   |               |                  |                 |               |                |                 |                   |                |               |      |
| Marshal of the Royal Air Force | Air Chief Marshal | Air Marshal   | Air Vice Marshal | Air Commodore   | Group Captain | Wing Commander | Squadron Leader | Flight Lieutenant | Flying Officer | Pilot Officer |      |
| Marszałek polny                | Generał           | Generał broni | Generał dywizji  | Generał brygady | Pułkownik     | Podpułkownik   | Major           | Kapitan           | Porucznik      | Podporucznik  |      |

¹ Tylko podczas wojny oraz stopień honorowy

### Podoficerowie i szeregowcy
| Kod NATO                        | OR-9                                     | OR-7             | OR-7                       | OR-6     | OR-4                         | OR-3                                              | OR-2        | OR-1 |
| ------------------------------- | ---------------------------------------- | ---------------- | -------------------------- | -------- | ---------------------------- | ------------------------------------------------- | ----------- | ---- |
| Wielka Brytania                 |                                          |                  |                            |          |                              |                                                   |             |      |
| Warrant Officer, Master Aircrew | Flight Sergeant, Flight Aircrew Sergeant | Chief Technician | Sergeant, Aircrew Sergeant | Corporal | Lance Corporal (na Pułk KSL) | Senior Aircraftman, Senior Aircraftman Technician | Aircraftman |      |
| Chorąży                         | Starszy Sierżant                         | Starszy Sierżant | Sierżant                   | Kapral   | Kapral                       | Starszy szeregowy                                 | Szeregowy   |      |